# Wilhelm Groener
Karl Eduard Wilhelm Groener (Ludwigsburg, 22 de novembro de 1867 - Potsdam, 3 de maio de 1939) foi um militar e político alemão. Foi o último líder do Exército Alemão na Frente Ocidental durante a Primeira Guerra Mundial.

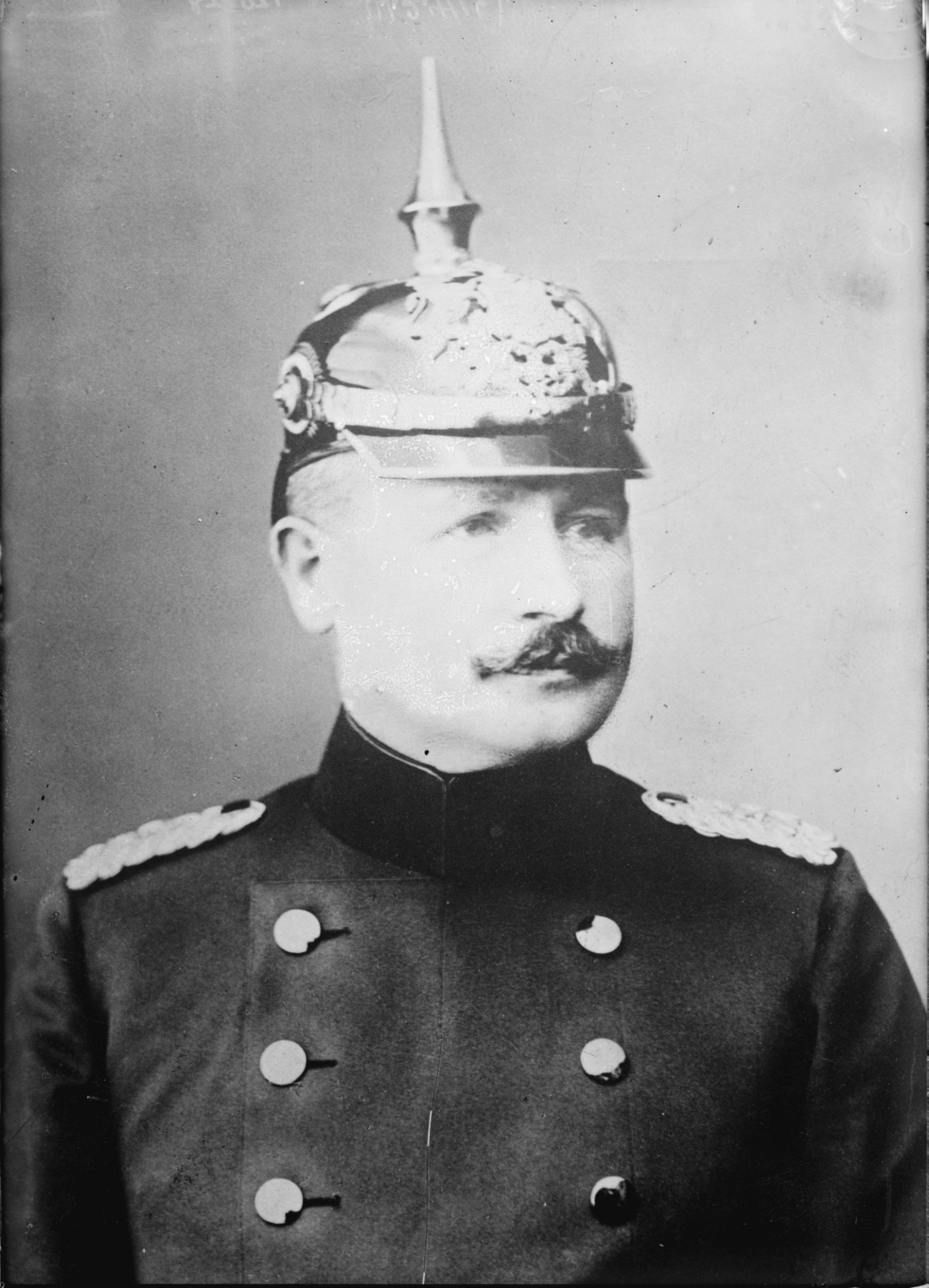
General
Wilhelm Groener

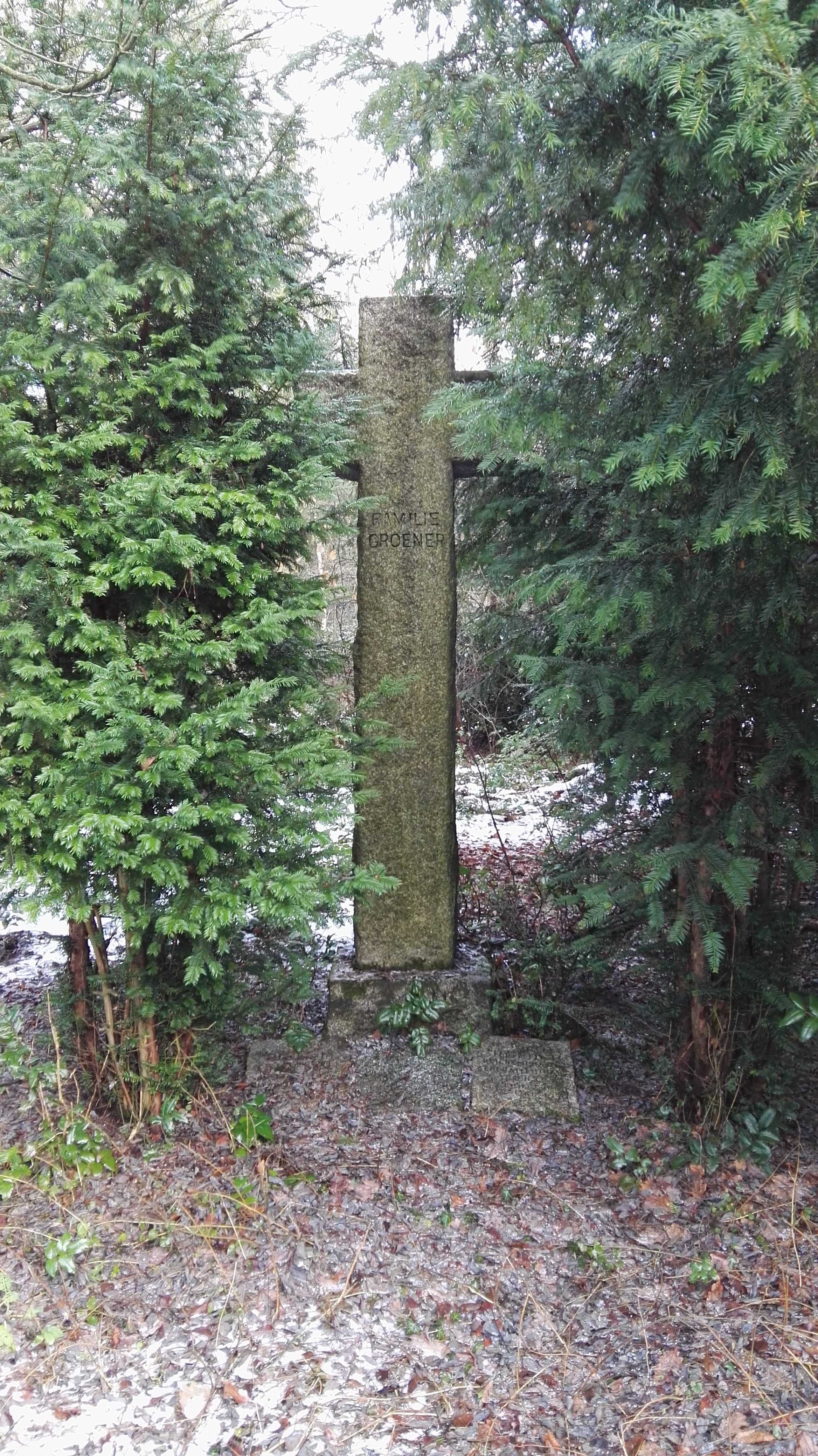
Sepultura de Wilhelm Groener no Südwestkirchhof Stahnsdorf